# Ctenodontina pectinatipes
Ctenodontina pectinatipes är en tvåvingeart som beskrevs av Günther Enderlein 1914. Ctenodontina pectinatipes ingår i släktet Ctenodontina och familjen rovflugor. Inga underarter finns listade i Catalogue of Life.